# Galeodes rufulus
Galeodes rufulus är en spindeldjursart som beskrevs av Pocock 1900. Galeodes rufulus ingår i släktet Galeodes och familjen Galeodidae. Inga underarter finns listade i Catalogue of Life.